# Водовод (Повратак отписаних)
Водовод је десета епизода телевизијске серије „Повратак отписаних“, снимљене у продукцији Телевизије Београд и Централног филмског студија „Кошутњак“. Премијерно је приказана у СФР Југославији 5. марта 1978. године на Првом програму Телевизије Београд.

## Историјска подлога
На крају ове, као и осталих епизода налази се натпис — Лица и догађаји су измишљени. Свака сличност је случајна.

## Улоге
| Глумац              | Улога                     |
| ------------------- | ------------------------- |
| Павле Вуисић        | Јоца                      |
| Драган Николић      | Прле                      |
| Воја Брајовић       | Тихи                      |
| Злата Петковић      | Марија                    |
| Александар Берчек   | Мрки                      |
| Младен Недељковић   | Лале "Пуфна"              |
| Петер Карстен       | генерал Фон Фридрихс      |
| Стево Жигон         | Кригер                    |
| Иван Бекјарев       | Цане "Курбла"             |
| Божидар Савићевић   | чика Марко                |
| Зоран Стојиљковић   | Шуле                      |
| Милутин Бутковић    | чика Јова, кројач         |
| Горан Султановић    | Раде "Тестера"            |
| Предраг Тодоровић   | Мита "Плајваз"            |
| Милан Милосављевић  | радник                    |
| Мирјана Николић     | Анђела                    |
| Мирјана Пеић        | певачица                  |
| Мелита Бихали       | Бела                      |
| Еуген Вербер        | Шредер                    |
| Танасије Узуновић   | Фукс                      |
| Звонко Јовичић      | Клаус                     |
| Хајнц Ниубахер      | командант водовода, Бауер |
| Душан Голумбовски   | вођа патроле              |
| Бранко Вујовић      | Ото                       |
| Цане Фирауновић     | Кениг                     |
| Драгомир Станојевић | официр                    |
| Дамјан Клашња       | гестаповац                |